# Нік Вустер
Нікельсон Вустер (англ. Nickelson Wooster; народився 2 липня 1960, Канзас, США) — ікона стрітстайлу. Працював у мережах магазинів Barneys New York, Bergdorf Goodman і Neiman Marcus, а також у марках Calvin Klein, Polo Ralph Lauren і Thom Browne.

## Біографія
Нік Вустер народився 2 липня 1960 року в місті Саліна у штаті Канзас (США). У 16 років почав працювати у місцевому магазині одягу Joseph P. Roth and Sons. У 1978 році вступив до Канзаського університету, де вивчав журналістику і рекламу. Після закінчення університету в 1982 році Вустер переїхав до Нью-Йорку, влаштувавшись до рекламного агентства Saatchi & Saatchi. Пізніше став помічником керівника відділу в мережі магазинів Saks Fifth Avenue, а у 1984–1985 працював менеджером з роботи з клієнтами журналу New York Magazine.
З 1987 по 1993 рік Нік Вустер був байєром спочатку мережі магазинів Barneys New York, а потім мережі Bergdorf Goodman. У 1993–1995 він працював директором з роздрібних продажів будинку моди Calvin Klein, а у 1995–1996 — дизайн-директором марки Polo Ralph Lauren. У 1996 році став президентом американської марки John Bartlett. У 2001 році Вустер покинув John Bartlett і заснував своє агентство Wooster Consultancy. У 2005 році став менеджером з продажів марки Rozae Nichols, а у 2007 перейшов на посаду креативного директора марки Splendid/Ella Moss.
У 2010 році Вустер став директором відділу чоловічої моди мережі магазинів Neiman Marcus, проте був звільнений через півтора року після відвертого інтерв'ю у GQ. У 2010–2012 був консультантом марки Thom Browne та інтернет-магазина одягу Gilt Groupe. У 2012–2013 обіймав посаду старшого віце-президента мережі магазинів JCPenney.

## Колекції одягу
У 2012 році Нік Вустер розробив колекцію сорочок для американського бренду Hamilton 1883. У 2014–2015 роках він створив дві спільні колекції з японською маркою United Arrows. Також у 2014 році Вустер розробив колекцію разом з італійським будинком Lardini, представлену на виставці чоловічої моди Pitti Uomo у Флоренції. У 2015 році він розробив капсульну колекцію одягу з вовни мериноса спільно з шведським брендом The White Briefs, теж представлену на Pitti Uomo.

## Особистий стиль
Нік Вустер відомий приталеними піджаками, закрученими вусами і тату-рукавами. Перше татуювання він зробив у 1994 році, у 39 років у нього був тату-рукав на три чверті лівої руки, після завершення лівої руки він зробив рукав на правій, також у нього одне татуювання на правій нозі.